# Suhi Vrh (Prevalje)
Suhi Vrh is een plaats in Slovenië en maakt deel uit van de gemeente Prevalje in de NUTS-3-regio Koroška. De plaats telde 96 inwoners op 1 januari 2020.